# IAR-99
Die IAR-99 Șoim (Falke) ist ein zweisitziger, einstrahliger Strahltrainer und ein leichtes Erdkampfflugzeug der rumänischen Firma Industria Aeronautică Română. Sie kann mit der tschechoslowakischen Aero L-39 Albatros verglichen werden.

## Geschichte
Erste Studien begannen Mitte der 1970er-Jahre am Institutul de Aviatie (INCREST). Obwohl im damaligen Ostblock die L-39 als Standardtrainer vorgesehen war, entschied sich die rumänische Regierung für eine Eigenentwicklung. Diese begann 1979 unter der Leitung von Ioan Stefanescu und der erste von IAv Craiova gebaute Prototyp flog am 21. Dezember 1985 mit Vagner Ștefănel in Craiova zum ersten Mal. Es folgten drei weitere Prototypen, bevor 1987 die Serienfertigung beschlossen wurde. Von der ersten Serienversion bestellten die rumänischen Luftstreitkräfte (Forţele Aeriene Române) nur 13 Exemplare, die ab Oktober 1988 an das 20. Schul-Jagdbomberregiment nach Militärflugplatz Boboc ausgeliefert wurden. Der Hersteller versuchte, weitere Maschinen ins Ausland zu verkaufen und nahm mit der IAR-99 am US-amerikanischen JPATS-Wettbewerb teil, wo die Maschine allerdings frühzeitig ausschied. Bis 1992 verbesserte der Hersteller das Flugzeug durch den testweisen Einbau westlicher Elektronik von Honeywell und Collins. 1993 wurde dann ein Vertrag mit IAI abgeschlossen, um ein HUD und ein Glascockpit einzubauen, aus dem dann eine als IAR-109 „Swift“ bezeichnete Version entstand. IAI zog sich später jedoch aus der Entwicklung zurück. Zusammen mit Elbit (das auch die rumänischen MiG-21 modernisierte) wurde daraufhin eine Weiterentwicklung der IAR-99 mit neuer Avionik und digitalen Cockpitanzeigen, HUD und GPS sowie einer verbesserten Waffenzuladungsmöglichkeit beschlossen. Diese als IAR-99C bezeichnete Maschine startete am 22. Mai 1997 zu ihrem Erstflug und wurde noch im selben Jahr auf der Pariser Luftfahrtschau gezeigt. Anfangs wurden 24 Maschinen dieser verbesserten Version bestellt, jedoch aufgrund von Finanzschwierigkeiten nur sieben neu gebaut und zwölf alte Maschinen auf diese Version umgerüstet. Im Jahre 2011 wurden noch 20 Flugzeuge in den rumänischen Luftstreitkräften eingesetzt.
10 Flugzeuge wurden nach einem Auftrag aus dem Jahr 2020 nochmals modernisiert und können IRIS-T-Lenkwaffen tragen.

## Konstruktion
Die IAR-99 ist ein konventioneller zweisitziger Tiefdecker, der von einem Triebwerk Rolls-Royce Viper 632-41M angetrieben wird. Die Tragflächen weisen eine Pfeilung von 6,35° auf und nehmen den Hauptteil des Treibstoffes von maximal 1100 kg auf. Für Notfälle ist die Maschine mit zwei Martin-Baker-Mk-10L-Schleudersitzen ausgerüstet. Sie kann an fünf Außenlaststationen verschiedene Bomben, Raketen, Zusatztanks und Aufklärungsbehälter mitführen.

## Technische Daten
| Kenngröße               | Daten |
| ----------------------- | --- |
| Besatzung               | 2 |
| Länge                   | 11,01 m |
| Spannweite              | 9,85 m |
| Höhe                    | 3,90 m |
| Flügelfläche            | 18,71 m² |
| Flügelstreckung         | 5,2 |
| Spurbreite              | 2,69 m |
| Achsenabstand           | 4,38 m |
| Leermasse               | 3.200 kg |
| norm. Startmasse        | 4.400 kg (als Trainer)                                                                                                 |
| max. Startmasse         | 5.560 kg (als Trainer)                                                                                                 |
| max. Steigrate          | 35 m/s |
| Marschgeschwindigkeit   | ? km/h |
| Höchstgeschwindigkeit   | 865 km/h (Meereshöhe)                                                                                                  |
| Dienstgipfelhöhe        | 12.900 m |
| Start-/Landerollstrecke | 450 m / 550 m |
| max. Reichweite         | 1.100 km (Trainer) bzw. 967 km (Erdkampfausführung)                                                                    |
| Lastvielfache           | +7 / −3,6g |
| Triebwerke              | ein Rolls-Royce Viper 632-41M (Lizenzbau Turbomecanica, Rumänien) mit 17,79 kN                                         |
| Bewaffnung              | - eine 23-mm-Kanone GSch-23L im Behälter unter dem Rumpf - vier Außenlaststationen unter den Tragflächen für je 250 kg |